# Lanthanotus borneensis
Famille
Genre
Synonymes
- Lanthonotus Steindachner, 1877

Espèce
Synonymes
- Lanthonotus borneensis Steindachner, 1877

Statut CITES
Lanthanotus borneensis, le Lézard sans oreille de Bornéo, est une espèce de sauriens semi-aquatique endémique de l'île de Bornéo, du genre monotypique Lanthanotus et de la famille monotypique des Lanthanotidae, et un parent des varans (Varanus).

## Nom
Lanthanotus borneensis est appelé en français Lézard sans oreille de Bornéo et en anglais Earless monitor lizard (« lézard varan sans oreille ») en raison de son absence de conduit auditif visible et de sa ressemblance aux varans,.

## Description
Lanthanotus borneensis possède un corps cylindrique surmonté d'un long cou ainsi que de quatre courtes pattes terminées de longues griffes tranchantes. Il possède six rangées longitudinales d'écailles fortement carénées,. Il est orangeâtre-brunâtre sur le dessus tandis que le dessous est moucheté de marron foncé et de blanc, de jaune pâle, d'ocre ou de rouille,,. Leur queue est préhensile et ne peut pas se régénérer lorsqu'elle est perdue. Ils possèdent des petits yeux accompagnés de paupières inférieures semi-transparentes,. Contrairement à ce que leur nom pourrait laisser penser, malgré l'absence de tympan, d'ouverture pour le conduit auditif ou d'autres signes externes d'oreilles, celles-ci sont parfaitement capables d'entendre,. Le reptile mue de manière irrégulière, peut-être moins d'une fois par an. Lors de la mue, la peau peut se détacher en un seul morceau (comme chez les serpents), ou en plusieurs morceaux plus petits (comme chez les lézards).
Ils gonflent parfois leur gorge (de manière similaire aux grenouilles) et oscillent parfois leur langue bifide (de manière similaire aux serpents). Ils peuvent émettre des vocalisations douces et aiguës.
De manière générale, les deux sexes sont semblables, mais les mâles ont une tête plus large et une queue plus large à la base que les femelles. Les différences entre les deux sexes deviennent facilement visibles à partir de l'âge de trois ans.

### Taille
Le corps d'un Lanthanotus borneensis adulte mesure habituellement environ 20 cm du museau au cloaque, pour une taille totale de 40 cm avec la queue,. Un étude sur dix-huit individus, dont six mâles et douze femelles, a mesuré une longueur du corps allant de 15,6 à 22,0 cm, une longueur de la queue allant de 17,4 à 22,1 cm (moins un individu dont la plupart de la queue était manquante), et un poids allant de 48 à 120 g (moins un individu malade et maigre). Parmi ces individus, la plus grande longueur totale était de 44,1 cm, longueur qui est la plus grande enregistrée à l'état sauvage. Un spécimen collecté dans les années 1960 avait atteint une longueur totale de 51 cm, et, aux alentours de la date de sa mort, un autre individu conservé au zoo du Bronx de 1968 à 1976 avait une atteint une longueur totale de 47 cm pour un poids de 209 g (mais le spécimen était sévèrement obèse). Lors de l'éclosion, les jeunes sont au total long d'environ 7 à 14 cm,,, et à l'âge d'un an, d'environ 23 à 25 cm.

## Écologie et comportement
Lanthanotus borneensis est un animal exclusivement nocturne, même si quelques observations exceptionnelles en journée ont déjà été signalées,. La journée est habituellement passée dans des terriers proches de l'eau pouvant aller jusqu'à 30 cm de profondeur, ou sous des bûches, des rochers ou sous de la végétation,. Il est généralement plutôt inactif et peu agile, mais peut accélérer de manière surprenamment rapide si effarouché, et peut également attraper rapidement des proies posées devant lui. Au cours d'une étude où 19 individus avaient été localisés pendant la nuit, la moitié était dans l'eau et l'autre moitié sur la terre ferme. En captivité, il peut demeurer pratiquement immobile sous la surface de l'eau pendant plusieurs heures, relevant régulièrement le nez au-dessus de l'eau pour respirer. Lorsqu'ils sont sous l'eau, ses paupières semi-transparentes sont généralement fermées, couvrant les yeux. Il a été supposé que sa queue préhensile est enroulée autour de rochers, racine et autres objets situés sous l'eau afin d'éviter d'être emporté lors d'inondations.

### Morsure
Même si généralement docile et peu actif lorsque tenus, les mâles sont généralement plus agressifs que les femelles lorsque attrapés. Un scientifique fut victime d'une morsure profonde au doigt, mais n'a pas eu d'effet susceptible d'indiquer la présence d'un venin quelconque. Cet évènement combiné à des dissections vieilles de plusieurs dizaines d'années où aucune glande venimeuse ou rainure au niveau des dents n'a été trouvée avait conduit à penser que la morsure de Lanthanotus borneensis n'était pas venimeuse. Mais en captivité, des spécimens ont été observés en train de se mordre entre eux fréquemment, résultant en des blessures relativement profondes (par rapport à des lézards de la même taille) et pouvant saigner abondamment, avec une coagulation du sang réputés comme étant plus lente que sur des blessures habituelles. Des études plus récentes ont trouvé des glandes venimeuses sur les reptiles et des composés toxiques dans les morsures,. Les principaux composants sont des kallikréines (et en faible quantité des CRiSP (en)) ayant pour effet principal de cliver le fibrinogene, une protéine importante pour la coagulation du sang. Toutefois, ces effets restent très faibles en comparaisons d'autres reptiles venimeux, notamment par rapport aux varans.

### Alimentation
Lanthanotus borneensis se nourrissent habituellement de vers de terre, de crustacés et de poissons. En captivité, ils peuvent être nourris avec du poisson (aussi bien entier qu'en morceaux), des vers de terres, du calamar, des têtards, des crevettes, du jaune d'œuf de tortue verte, des moules, des souriceaux, des morceaux de porcs et du foie de volaille, mais refuseront de manger des pattes de grenouilles ou des œufs d'oiseaux,,,. En captivité les adultes mangent habituellement une fois à deux fois par semaine, mais peuvent rentrer dans de longues périodes de jeun. Choses peu communes pour un lézard, il peut avaler ses proies alors qu'il est submergé dans l'eau. Il peut faire cela en drainant l'eau de ses narines, comme chez les tortues.

### Cycle de vie et reproduction
Comme leurs parents proches, ce sont des ovipares, même si peu de choses sont connues sur leur reproduction. Sur la base d'observation en captivité, un couple s'accouplerait de manière répétée sur une période de quelques mois, où chaque accouplement durerait plusieurs heures (un accouplement a déjà duré plus de 44 heures). Il se reproduit dans l'eau,. À l'état sauvage, la reproduction a été observée en février, et un spécimen femelle sans doute enceinte a déjà été attrapé en avril. La femelle pond entre 2 et 12 œufs (en moyenne 8) de forme ovale mesurant environ 3 cm  et possédant une coquille rigide blanche,,,. Les œufs sont pondus sur la terre ferme. En captivité les œufs éclose après environ 3 mois à une température de 27 C°,. Les mâles adultes sont à priori territoriaux, puisque le recensement des espèces  sur une zone donnée a trouvé deux fois plus de femelle que de mâle, et la plupart des mâles avaient diverses blessures, tels que des queues ou des orteils en moins, ou bien des cicatrices au cou ou à la tête. En captivité, les jeunes sont gardés en groupe jusqu'à l'âge de 6 mois, tandis que les adultes sont gardés seul, en couple, ou bien dans des groupes d'un mâle et de plusieurs femelles. Leur espérance de vie reste inconnue, un jeune adulte entré en captivité dans les années 60 a survécu plus de 7,5 années après sa capture (passant d'une longueur totale de 38,2 à 47 cm), et d'autres auraient dépassé la dizaine d'années en captivité, mais les connaissances de l'époque sur la détention de reptiles en captivités était alors très limitées.

## Habitat et répartition

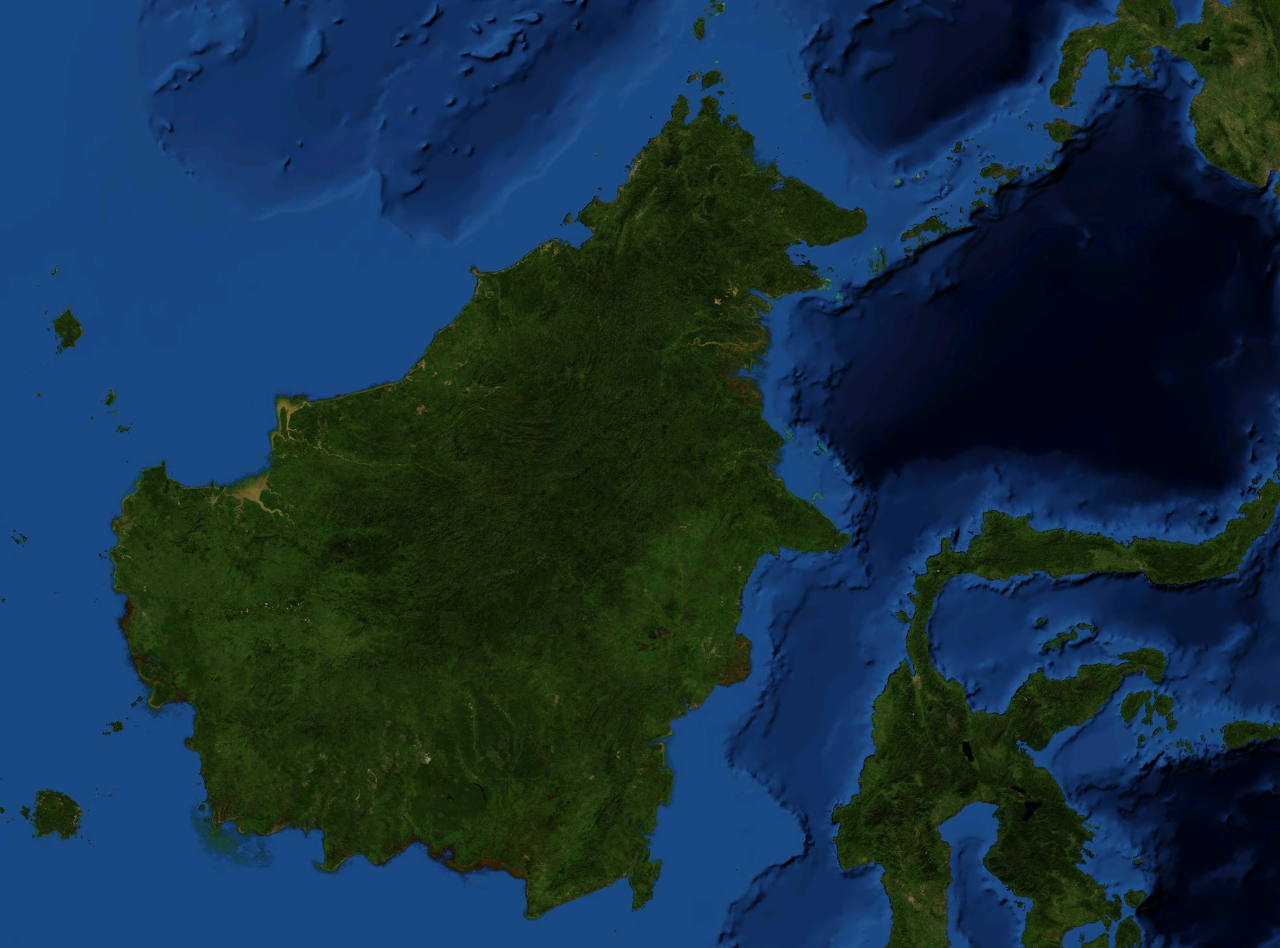
Carte de l'île de Bornéo.

Lanthanotus borneensis est endémique de l'île de Bornéo, en Asie du sud-est. Il se rencontre dans le nord-ouest  de l'île : au Sarawak (en Malaisie orientale), et également au Kalimantan occidental et du Nord (anciennement Kalimantan orientale jusqu'en 2012) en Indonésie,,,. L'espèce n'a pas été aperçue au Brunei, mais a déjà été repérée à 100 km de la frontière. Il n'y a aucune trace de Lanthanotus borneensis au Sabah, au Kalimantan du Sud ou au Kalimantan central,. L'espèce passe facilement inaperçue.
L'espèce habite près des cours d'eau et des marais dans les basses terres de Bornéo, en dessous de 300 m d'altitude,. Il vit habituellement dans les forêts tropicales humides mais peut être aussi trouvé dans les cours d'eau d'ancien habitat détruit, tels que des terres agricoles, des vergers, des plantations de palmier à huile et parfois dans des rizières,,. Les cours d'eau habités sont souvent rocailleux,. Elle habite des zones tropicales où les températures avoisinent les 22 à 29 C° et des cours d'eau aux mêmes températures,, et des études en captivité ont montré que l'espèce préfère les températures entre 24 et 28 C°. Sur un site possédant une grande densité de Lanthanotus borneensis, l'eau était claire et possédait un pH neutre. Elle possède le même micro-habitat que les scinques aquatiques du genre Tropidophorus et sa répartition chevauche par endroit celle du scinque T. brookei.

## Taxonomie
Lanthanotus borneensis a été décrit pour la première fois en 1878 par Franz Steindachner. Le nom du genre Lanthanotus signifie « oreille cachée » et le nom de l'espèce borneensis est tiré de l'île de Bornéo où habite l'espèce. Le caractère unique de cette espèce a été reconnu dès le départ et Steindachner l'a ainsi placé dans sa propre famille, les Lanthanotidae. En 1899 Georges Albert Boulenger replaça l'espèce dans la famille des Helodermatidae avec le monstre de Gila. Des études plus approfondies menées dans les années 50 ont conclu que  même si l'espèce était bien liée à la famille des Helodermatidae, ce lien restait ténu et distant, et les similarités sont en partie le fruit de la convergence évolutive. La famille des Lanthanotidae est alors reconnue comme une famille à part entière, et les deux font partie de l'infra-ordre Autarchoglossa, mais les relations entre les différentes familles sont toujours sujet à débat. Plusieurs études ont placé Lanthanotus borneensis avec les Helodermatidae et les Varanidae (varans) dans une superfamille nommée Varanoidea. Des études génétiques plus récentes ont montré que les espèces les plus proches de Lanthanotus borneensis sont les Varanidae,. La plupart des autorités continue de les reconnaitre dans des familles séparées puisque les divergences entre les deux sont grandes,,, mais certains ont suggéré que Lanthanotus borneensis soit inclus dans une sous-famille dédiée des Varanidae, Lanthanotinae. Les familles Lanthanotidae et Varanidae forment un clade dont le groupe frère est Shinisauria (en), et à des niveaux plus élevés un groupe frère d'Helodermatidae et des autres familles de Autarchoglossa,. Leur dernier ancêtre commun date du milieu du Crétacé,.
L'appartenance de Cherminotus (en), un genre éteint depuis la fin du Crétacé dont les fossiles ont été retrouvés en Mongolie, à la famille des Lanthanotidae est débattue.

## Lanthanotus borneensiset l'Homme

### Statut de conservation
Lanthanotus borneensis n'a pas été évalué par l'UICN, mais elle serait probablement considérée comme vulnérable (si son habitat couvrait une superficie de moins de 2 000 km2) ou en danger (si son habitat couvrait une superficie de moins de 500 km2). L'espèce est habituellement considérée comme rare, mais elle est assez difficile à repérer et en 1999 les seuls enregistrement valides provenaient de Sarawak, les enregistrements au Kalimantan ne commençant que plus tard. Dans certaines régions les locaux ne sont parfois même pas au courant de sa présence ou la considèrent comme rarissime tandis que dans d'autres l'espèce est considérée comme commune. Sur un site au Kalimantan occidentale, 17 des 21 locaux interrogés  n’étaient pas au courant de sa présence ou le considéraient comme rare, alors que sur 3 autres sites de la région la plupart des interrogés étaient au courant de sa présence mais moins de la moitié la considéraient comme commune. Sur d'autres points du Kalimantan occidental, une étude sur trois nuits portant sur 400 m de cours d'eau ainsi que sur deux cours d'eau adjacents a repéré 19 lanthanotus borneensis, ce qui est une densité plutôt inhabituelle pour des lézards de cette taille. Malgré la densité de lanthanotus borneensis élevée de ce cours d'eau pourtant utilisé par les locaux pour la lessive, la pêche ou comme source d'eau potable, les locaux considéraient l'espèce comme rarissime et plusieurs ne l'avaient jusque là jamais vue. Cependant, la présence de l'espèce n'est certaine que sur un nombre relativement faible de sites,.

### Menaces
On connait environ 100 spécimens conservés dans des musées et la plupart des musées d'histoires naturelles les plus importants en ont un ou plusieurs dans leur collection. Ces spécimens ont souvent été collectés entre 1960 à 1980 ou plus tôt, souvent pendant des inondations ayant emporté des individus qui se coincent alors dans des nasses,. Durant cette même période quelques spécimens se sont retrouvés dans des trafics d'animaux. En 2012, l'animal est présenté dans un magazine japonais à destination des amateurs de reptiles, et dans les années qui ont suivi un grand nombre de Lanthanotus borneensis furent capturés et revendus,. De mai 2014 à octobre 2015 au moins 95 Lanthanotus borneensis se sont retrouvés sur le marché asiatique (Hong Kong, Indonésie, Japon et Malaisie), européen (République Tchèque, France, Allemagne, Pays-bas, Russie, Ukraine et Royaume-Uni) et aux États-Unis d'Amérique. En 2015, un contrebandier allemand fut arrêté à l'aéroport de Jakarta avec 8 Lanthanotus borneensis, et en 2016, 17 autres furent saisis d'un autre contrebandier allemand à l'aéroport de Bornéo. Le trafic est renforcé par des prix très élevés : au tout début, un couple se vendait pour 3 millions de yens (soit 25 000 $). Même si les prix ont depuis chuté de plus de 90 % au Japon et ont décliné à l'international à cause d'une plus grande offre, l'espèce reste d'une grande valeur,.
La destruction de son habitat représente également une menace sérieuse pour l'espèce, les forêts de Bornéo étant rapidement remplacées par des plantations d'huile de palme,,. Toutefois, Lanthanotus borneensis peut survivre dans des habitats dégradés par l'homme (telle que des plantations d'huile de palme), et les cours d'eau rocailleux où l'on le trouve principalement reste relativement peu touché par l'homme.

### Protection
En guise de mesure de protection, des scientifiques ayant découvert des spécimens dans la nature ont refusé de donner le lieu exact afin de ne pas aider les trafiquants, préférant décrire le lieu de collecte en des termes très vagues,.
Récupérer des espèces dans la nature est illégal, l'espèce ayant été protégée en Malaisie depuis 1971, au Brunei depuis 1978 et en Indonésie depuis 1980. Au Brunei, récupérer des espèces est passible de 1600$ d'amende et d'un an de prison, en Malaise de 7850$ d'amende et de 3 ans de prison, et en Indonésie de 8600$ d'amende et de 5 ans de prison. Contrairement aux varans, Lanthanotus borneensis n'était jusqu'en 2017 pas inscrit sur la CITES, qui aurait permis de restreindre le trafic à l'international,. En 2016, son inscription est proposée à l'annexe I de la CITES, et en 2017 l'espèce devient protégée internationalement lorsqu'elle est placée sur l'annexe II de la CITES : les quotas d'exportations dans des buts commerciaux sont alors nulles pour des spécimens sauvages.
La première reproduction en captivité a eu lieu en 2014 dans un zoo au Japon,. Quelques années plus tard, quelques zoos européens ont lancé un programme de reproduction, en 2017 un couple donne naissance au zoo de Schönbrunn en Autriche, et en 2018, au zoo de Prague en République Tchèque et au zoo de Moscou en Russie,,,. Plusieurs autres cas d'accouplement ont été rapportés par des particuliers et les petits ont été offert à la vente, mais certains ne sont sans doute pas de véritable cas de reproduction en captivité.

## Publications originales
- Steindachner, 1877 : On two new genera and species of lizards from South America and Borneo. Annals and Magazine of Natural History, sér. 4, vol. 20, p. 160 (texte intégral).
- Steindachner, 1878 : Über zwei Eidechsen-Arten aus Süd-Amerika und Borneo. Denkschriften der Kaiserlichen Akademie der Wissenschaften, vol. 38, p. 93-96 (texte intégral).